# Avenida Pedro Montt
La Avenida Pedro Montt, situada en el barrio de El Almendral, es una de las principales avenidas de la comuna de Valparaíso, Chile, siendo una importante arteria comercial y cívica de dicha urbe. Se extiende por 2 kilómetros, desde Plaza Victoria hasta calle Eusebio Lillo. 
La calle conserva edificios de a comienzos del siglo XX de dos y tres pisos. En la esquina con calle Edwards, frente a Plaza Victoria, se encuentra la Catedral de Valparaíso. 
La Avenida Pedro Montt concentra innumerables restaurantes, fuentes de soda y cines. El Frontis principal del edificio del Congreso Nacional da a esta avenida, cuyas puertas se abren para el Cuenta Pública del Presidente de la República, cambio de mando y otras ocasiones especiales.
Entre la Plaza O'Higgins y la Avenida Argentina, se encuentra el edificio de la bodega Pedro Montt, inaugurada en 1900 y cerrada en 2015, el Rodoviario de Valparaíso, la librería Crisis y la Sombrerería Woronoff, en funcionamiento desde 1927. La avenida termina en la entrada de la Iglesia de los Jesuitas, en calle Eusebio Lillo.

## Historia

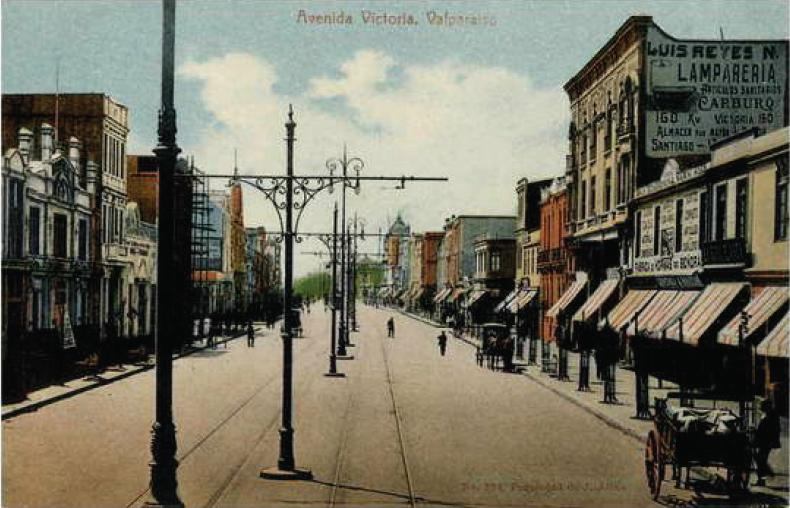
Postal de la Avenida Pedro Montt, entonces conocida como Avenida Victoria.

Primitivamente fue conocida como Calle de la Victoria. Partía desde la Plaza Victoria hasta el Parque Italia. En este punto, existía una bifurcación: la calle de la derecha seguía como Calle de la Victoria y la calle de la izquierda seguía como Calle Maipú.
Tras el terremoto de 1906, se realizó un nuevo diseño del barrio El Almendral, el cual se conoció como Plan de Reconstrucción de Valparaíso. Calle Maipú y el tramo de Calle de la Victoria entre Parque Italia y Plaza Victoria fueron conocidas como Avenida Pedro Montt en homenaje al Intendente de Valparaíso y Presidente de la República Pedro Montt.
El 23 de marzo de 1936, se levantó la primera iglesia evangélica bautista del país. El edificio fue donado por Maxey Jansen, misionero fundador de la primera iglesia bautista de Nashville, Tennessee.
El 31 de diciembre de 1942 fue inaugurada oficialmente la Scuola Italiana Arturo dell'Oro, en honor al joven voluntario chileno-italiano que murió en Italia combatiendo en la Primera Guerra Mundial. 
El terremoto de 1985 dejó inutilizable al antiguo Hospital Enrique Deformes. En su lugar, se construyó el Congreso Nacional, lugar donde ocurrió en 1990, la sucesión del mando del dictador Augusto Pinochet, al presidente electo Patricio Aylwin.

### Teatros
A lo largo del siglo XX, se instalaron múltiples teatros a lo largo de la Avenida Pedro Montt, los cuales fueron piezas importantes de la actividad cultural de los porteños y porteñas.
El 5 de noviembre de 1910, se inauguró el tercer Teatro de la Victoria con la ópera Fréjoli. Este teatro reemplazó al segundo Teatro de la Victoria, demolido tras el terremoto de 1906. En 1911, Pietro Mascagni dirigió Cavalleria Rusticana. En los años 1960, se presentó Cocinelle, causando sensación en la población porteña. Los últimos años del teatro, se caracterizaron con una programación de cine de vaqueros, guerras y romances. El teatro fue demolido en 1973.
El 15 de septiembre de 1922 fue inaugurado el Teatro Imperio, el cual fue obra de Ernesto Urquieta, arquitecto del Edificio  Armada de Chile y de la Casa Central de la Pontificia Universidad Católica de Valparaíso. La propaganda de las películas era hecha por el pintor Carlos Lundstedt. El teatro fue convertido en una feria artesanal en 2002,Después de ser destruido por un incendio en 1921.
Otros teatros importantes fueron el Teatro Colón, inaugurado el 31 de octubre de 1909, el Teatro Metro, actual Cine Hoyts y el Teatro Municipal de Valparaíso, anteriormente conocido como Teatro Velarde.